# Texans de Dallas (NFL)
Pour l’article homonyme, voir Texans de Dallas.
Les Texans de Dallas (en anglais : Dallas Texans) étaient une franchise de la NFL (National Football League) basée à Dallas. Attention à ne pas confondre cette franchise avec ses homonymes de football américain Texans de Dallas, ancien nom des Chiefs de Kansas City de 1960 à 1963 et la franchise de baseball de MLB : Texans de Dallas.
Cette franchise NFL aujourd'hui disparue fut fondée en 1952 à partir d'éléments de l'ancienne franchise des Bulldogs de New York. Elle cessa ses activités après une seule saison en NFL.